# Сліпун цейлонський
Сліпун цейлонський (Gerrhopilus ceylonicus) — неотруйна змія з роду Gerrhopilus родини Gerrhopilidae.

## Опис
Загальна довжина досягає 14—15 см. Голова невелика. Очі редуковані. Морда видається вперед, округла. Ніздрі розташовані з боків Головні щитки пристосовані до копального способу життя. Передочні щитку дуже маленькі. Тулуб дуже тонкий з 18 рядками округлої луски. Також має 330 подовжених лусочок. Хвіст куций та тупий. Забарвлення спини коричневе, черева — біле.

## Спосіб життя
Полюбляє гірські місцини. Значну частину життя проводить риючи ходи у ґрунті. Веде потайний спосіб життя. Активний вночі. Харчується дрібними безхребетними.
Це яйцекладна змія. Про розмноження замало інформації.

## Розповсюдження
Мешкає у центральній частині о.Шрі-Ланка.